# Čisla
Čišla ili Čisla naselje je u sastavu grada Omiša, Splitsko-dalmatinska županija. Čišla su smještena na području Srednjih Poljica, podno planine Mosor. Okolna mjesta su Gata i Ostrvica. Naselje je 2021. godine imalo 310 stanovnika. Dijelom su prostora povijesne Poljičke Republike.
U Čišlima je smještena Osnovna škola "1. listopada 1942." (u spomen na pokolj u Gatima 1. listopada 1942.) koju pohađaju djeca iz Čišala, Gata, Ostrvice, Zvečanja, Smolonja i Seoca.

## Stanovništvo
| broj stanovnika | 74    | 407   | 228   | 274   | 304   | 311   | 184   | 286   | 362   | 291   | 276   | 261   | 255   | 268   | 290   | 302   | 310   |
|                 | 1857. | 1869. | 1880. | 1890. | 1900. | 1910. | 1921. | 1931. | 1948. | 1953. | 1961. | 1971. | 1981. | 1991. | 2001. | 2011. | 2021. |